# 236851 Chenchikwan
236851 Chenchikwan este un asteroid din centura principală de asteroizi.

## Descriere
236851 Chenchikwan este un asteroid din centura principală de asteroizi. A fost descoperit pe 15 septembrie 2007 la Observatorul Lulin de Chi-Sheng Lin și Ye Quan-Zhi. Asteroidul prezintă o orbită caracterizată de o semiaxă mare de 2,65 ua, o excentricitate de 0,17 și o înclinație de 1,1° în raport cu ecliptica.